# Wild Fire
Wild Fire är ett amerikanskt rockband grundat i Biloxi, Mississippi den 5 november 2015. Bandet bestod då av fyra medlemmar: Zack Sawyer på sång, Taylor Roberts på gitarr, Tyler Voss på basgitarr och Cameron Alidor på trummor. Bandet släppte en singel den 5 november 2015 som heter "Villain", Titelnamnet användes sedan på en av låtarna i deras debutalbum, som släpptes den 23 maj 2017 med titeln "Revolt". Debutalbumet innehåller 15 låtar, varav en är en sång  skriven av Shel Silverstein. Den heter Cover of Rolling Stone och är albumets sista låt. Musiken är influerad av artister som  Korn, Incubus, Sevendust, Ingenting Mer, Periphery, Twelve Foot Ninja och Avenged Sevenfold.

## Historia
Wild Fire grundades den 5 november 2015 i Biloxi, Mississippi. Efter utgivandet av debutalbumet "Revolt" turnerade bandet i hela USA. De hade sin första show den 15 december 2017, då de öppnade med Sleeping With Sirens i House of Blues Parish Room i New Orleans. I början av 2018 gav bandet en gratiskonsert på Blues House tillsammans med Appetite for Destruction och ett hyllningsband till Guns N' Roses. Enligt deras officiella hemsida har Wild Fire presenterats på Rocklahoma 2017, Gulfport Music Fest 2017, Inktober Fest 2017, 1065 Fest 2016 och har turnerat med artister som: Bränsle, Trivium, Drowning Pool, Hellyeah, Sjuka valpar, All That Remains, Starset, Avatar, Appetite for Destruction, Devour Day, Thousand Foot Krutch, 12 Stones och  New Years Day.

## Medlemmar
Nuvarande medlemmar
- Zack Sawyer – sång, piano (2015–)
- Tyler Voss – basgitarr, bakgrundssång (2015–)
- Wade Sigue – sologitarr (2018–)

Tidigare medlemmar
- Taylor Roberts – sologitarr, bakgrundssång (2015–2018)
- Cameron Alidor – trummor (2015–2018)
- Britton Hartley – trummor (2019)

## Diskografi
Studioalbum
- 2017 – Revolt